# Sportpark De Heikant
Sportpark De Heikant is de accommodatie van voetbalclub Achilles '29 uit Groesbeek in de Nederlandse provincie Gelderland.

## Historie
In de zomer van 1929 speelde Achilles '29, na enkele weken eerder met 3–2 de eerste wedstrijd van de club verloren te hebben (tegen RKSV Brakkenstein), de eerste thuiswedstrijd op het weiland dat door Gerrit Derks beschikbaar werd gesteld. Deze wedstrijd tegen het Duitse TuS'07 uit Kranenburg werd met 3–1 gewonnen en het sportpark werd hierbij officieel geopend en is sindsdien altijd de accommodatie van Achilles '29 gebleven.
Vanaf 1929 had De Heikant twee speelvelden: het huidige Veld 2 en het trainingsveld. In 1968 werd Veld 2 vervangen als hoofdveld, doordat het huidige Hoofdveld werd aangelegd en in 2001 werd een nieuw speelveld aangelegd, het huidige Veld 3. Dit veld werd enkele jaren later vervangen door een kunstgrasveld.
Op 11 september 2012 werd de eerste interland op De Heikant gespeeld: het Nederlands voetbalelftal onder de 18 jaar trad aan tegen de leeftijdsgenoten uit de Verenigde Staten. De wedstrijd werd door Nederland met 4–2: verloren. In 2007 werd het sportpark al gebruikt als trainingsaccommodatie gedurende het EK onder 21 in Nederland, omdat in De Goffert wedstrijden werden gespeeld.
In de herfst van 2019 escaleerde een ruzie tussen de vereniging en de familie Derks, die de eigenaar is van de grond. Achilles '29 werd de toegang tot het sportpark ontzegd en in december, nadat de rechtbank in het nadeel van de club geoordeeld had, verliet de club De Heikant. De familie Derks verkocht de grond aan de ontwikkelaar in 2021  In 2022 heeft vastgoedontwikkelaar in eerste instantie toestemming aan Achilles '29 gegeven voor gebruik van trainingsaccommodatie.

## Bezoekersaantallen
Sportpark De Heikant zou een opkomst van 4.500 mensen aan moeten kunnen. Dit aantal is nooit bereikt, maar de vier wedstrijden met de hoogste bezoekersaantallen waren:
- De historische overwinning tegen De Treffers (3–2) op Tweede Pinksterdag 2008 waarmee het kampioenschap in de Zondag Hoofdklasse C op de slotdag van de competitie beslist werd in het voordeel van Achilles '29: 3.886 mensen waren getuige. De brandweer besloot niet meer dan zoveel toeschouwers toe te laten, om de veiligheid van zo veel mogelijk mensen te kunnen garanderen.[2]
- De wedstrijd in de tweede ronde van de KNVB beker tegen titelverdediger PSV op 27 september 2012: ongeveer 3.800 toeschouwers zagen het 3–2 verlies tegen de eredivisionist. Het maximum aantal kaarten werd op iets minder dan 4.000 gesteld, waarvan 500 vrijgesteld waren voor PSV-supporters. Doordat deze kaarten niet allemaal verkocht werden, werd de 4.000 niet gehaald.[3] De wedstrijd werd met 2–3 nipt verloren.
- De eerste en voorlopig laatste competitiewedstrijd tussen Achilles '29 en de gedegradeerde grote buur N.E.C. op De Heikant op 22 februari 2015 trok 3.720 toeschouwers, waarvan een groot deel uit Nijmegen. Na de degradatie van N.E.C. werd door Achilles- en Vitessesupporters de grap gemaakt dat N.E.C.-fans geen buscombi kregen, maar een fietscombi naar Groesbeek. Enkele N.E.C.-fans hielden woord en legden de 12 kilometer per fiets af.
- De eerste divisiewedstrijd tegen het gedegradeerde Roda JC op 2 november 2014 (4–0 verlies) trok 2.721 kijkers, waarvan ook veel meegereisde Limburgse bezoekers.
- De heenwedstrijd tegen SV Spakenburg om het algemeen amateurkampioenschap op 19 mei 2012: ongeveer 2.500 bezoekers. Deze wedstrijd werd met 3–0 gewonnen en de terugwedstrijd met 2-0 waardoor Achilles'29 voor het eerst landskampioen van Nederland werd.

## Huidige accommodatie
De huidige accommodatie is gelegen aan de Cranenburgsestraat 33a en bevat de volgende onderdelen:
- 3 verlichte speelvelden (1 kunstgras)
- 1 verlicht trainingsveld
- Overdekte zittribune (ca. 350 zitplaatsen)
- Staantribune "The Egg Side" (ca. 1.000 staanplaatsen)
- Kantine "De Kuier"
- 10 kleedkamers

## Verbouwing
Het sportpark was verouderd en met name de kleedfaciliteiten waren aan vervanging toe, waardoor Achilles de wens uitsprak het sportpark onder handen te nemen. De club kreeg hiervoor een subsidie van de gemeente Groesbeek. De verbouwing dan wel nieuwbouw liet lang op zich wachten, want nadat in 2011 asbest gevonden werd en vervolgens medio 2012 begonnen zou worden, kon de verbouwing opnieuw in de wacht toen in mei van dat jaar de oorspronkelijke aannemer failliet ging. Vervolgens werd in januari 2013 duidelijk hoe de nieuwe plannen waren voor de verbouwing. De belangrijkste verandering zou de overdekte zittribune zijn: de huidige tribune zal moeten worden vervangen door een multifunctionele tribune met kleedkamers en sponsorruimten. De nieuwe tribune zou tweemaal zo breed moeten worden en naar verwachting driemaal zo veel toeschouwers een zitplaats kunnen bieden.
Door de promotie van Achilles naar de Jupiler League in 2013 werden de plannen opnieuw in de vrieskast gelegd, maar toen later dat jaar het verhaal de rondte deed dat de club financieel aan de grond zou zitten werd de club op het matje geroepen door de gemeente om uitleg te geven over het subsidiegeld. Dit stond echter nog allemaal op een rekening, maar Achilles werd wel verplicht op te schieten met het uitvoeren van de plannen, anders zou de subsidie mogelijk teruggedraaid worden. Uiteindelijk werd het nieuwe plan om voorlopig enkel de nieuwe kleedkamers te realiseren goedgekeurd en in de zomer van 2014 verrezen achter de zittribune acht nieuwe kleedkamers.

## Namen tribunes
De staantribune aan de noordzijde van het hoofdveld wordt ook wel "The Egg Side" genoemd. Gerrit Derks, de schenker van het sportpark aan de oprichters van Achilles, had daar namelijk zijn kippenrekken staan. De nieuw te bouwen tribune die aan de zuidzijde van het hoofdveld zal moeten verrijzen, wordt vernoemd naar erelid Jan Klösters, die inmiddels bijna 80 jaar lid is van de vereniging, waarvan hij 40 jaar in het clubbestuur zat. Hij legde op 20 juni 2014 ook al de ceremoniële eerste steen van de nieuwe kleedkamers.

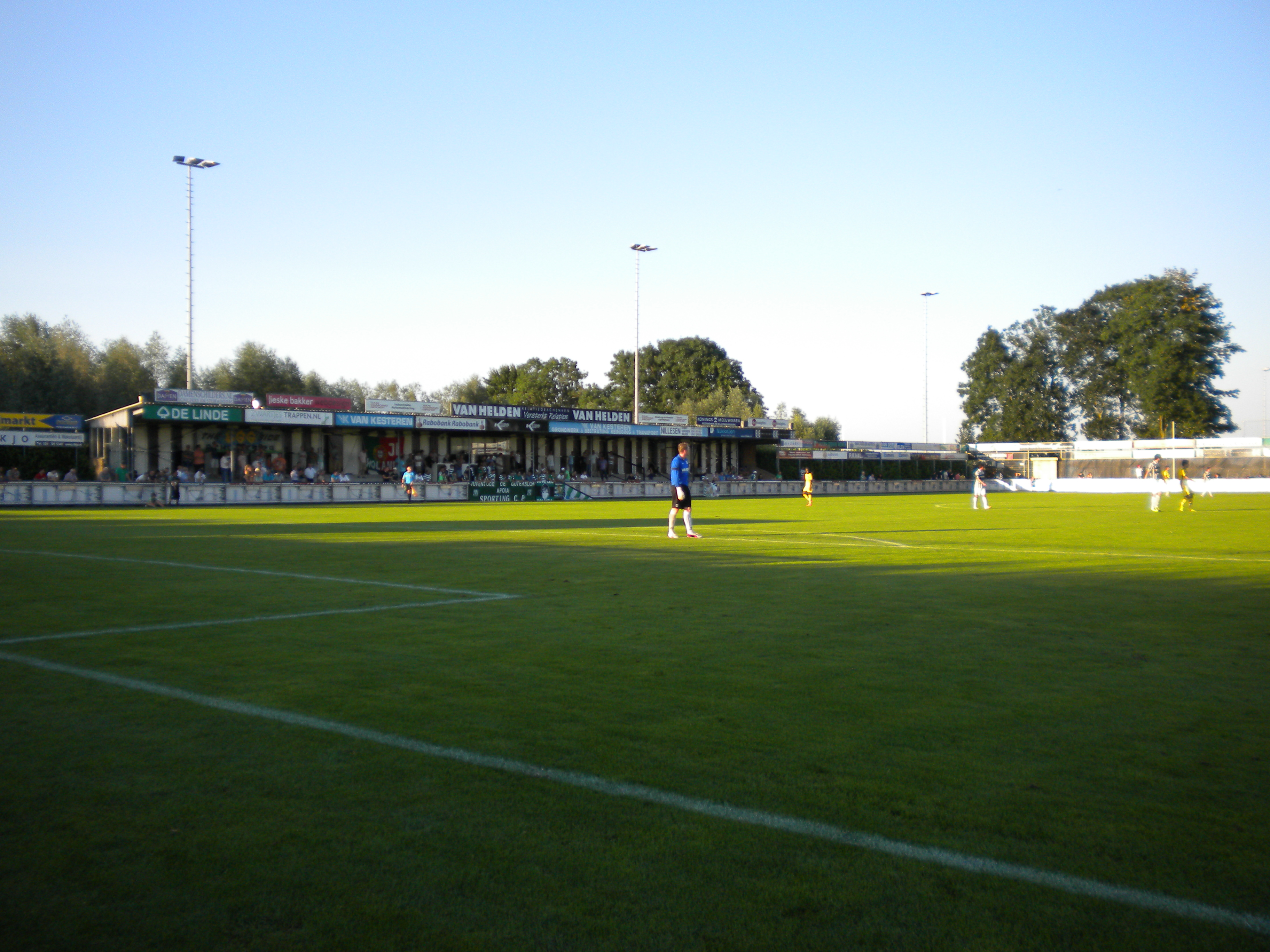
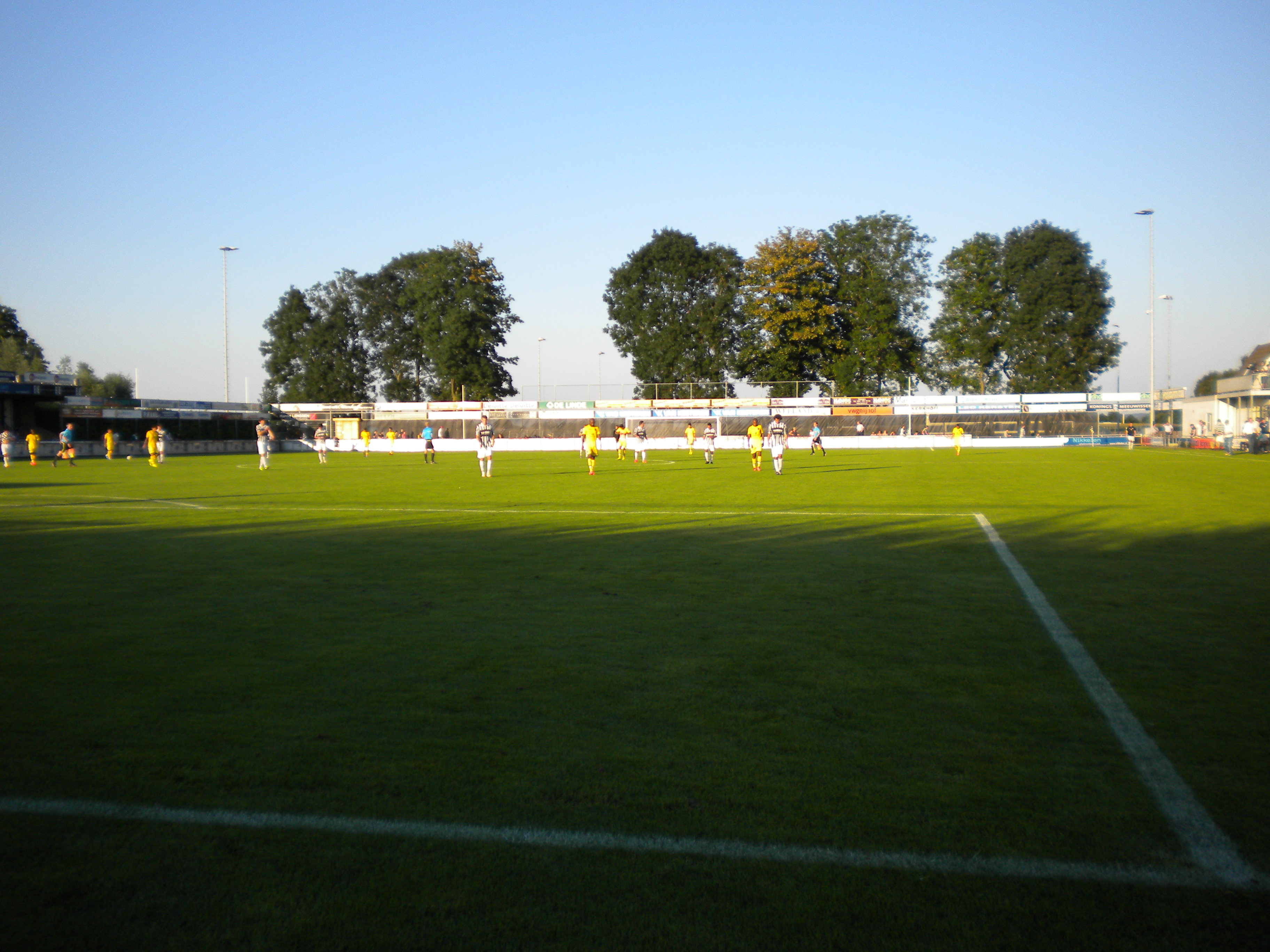
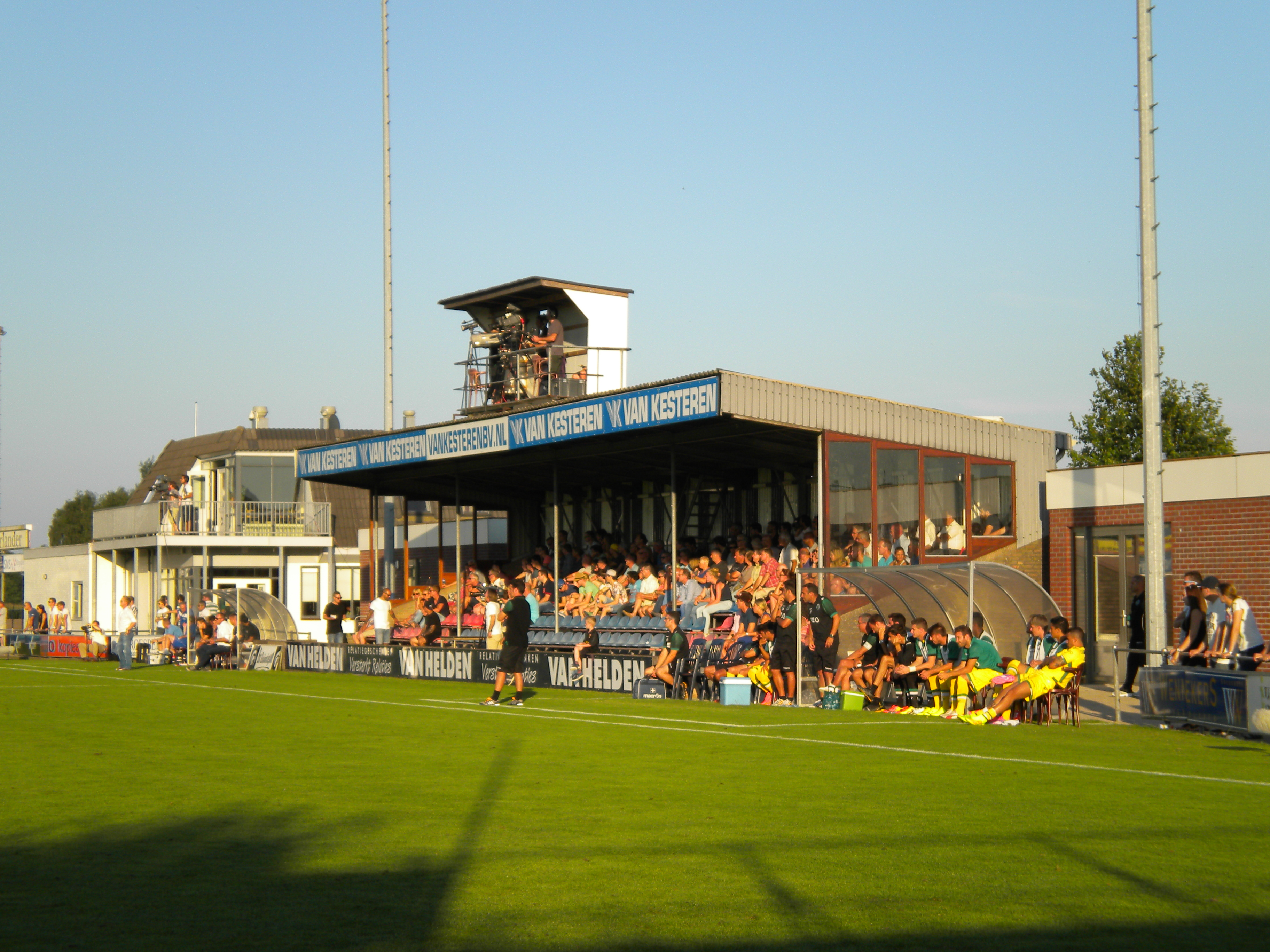
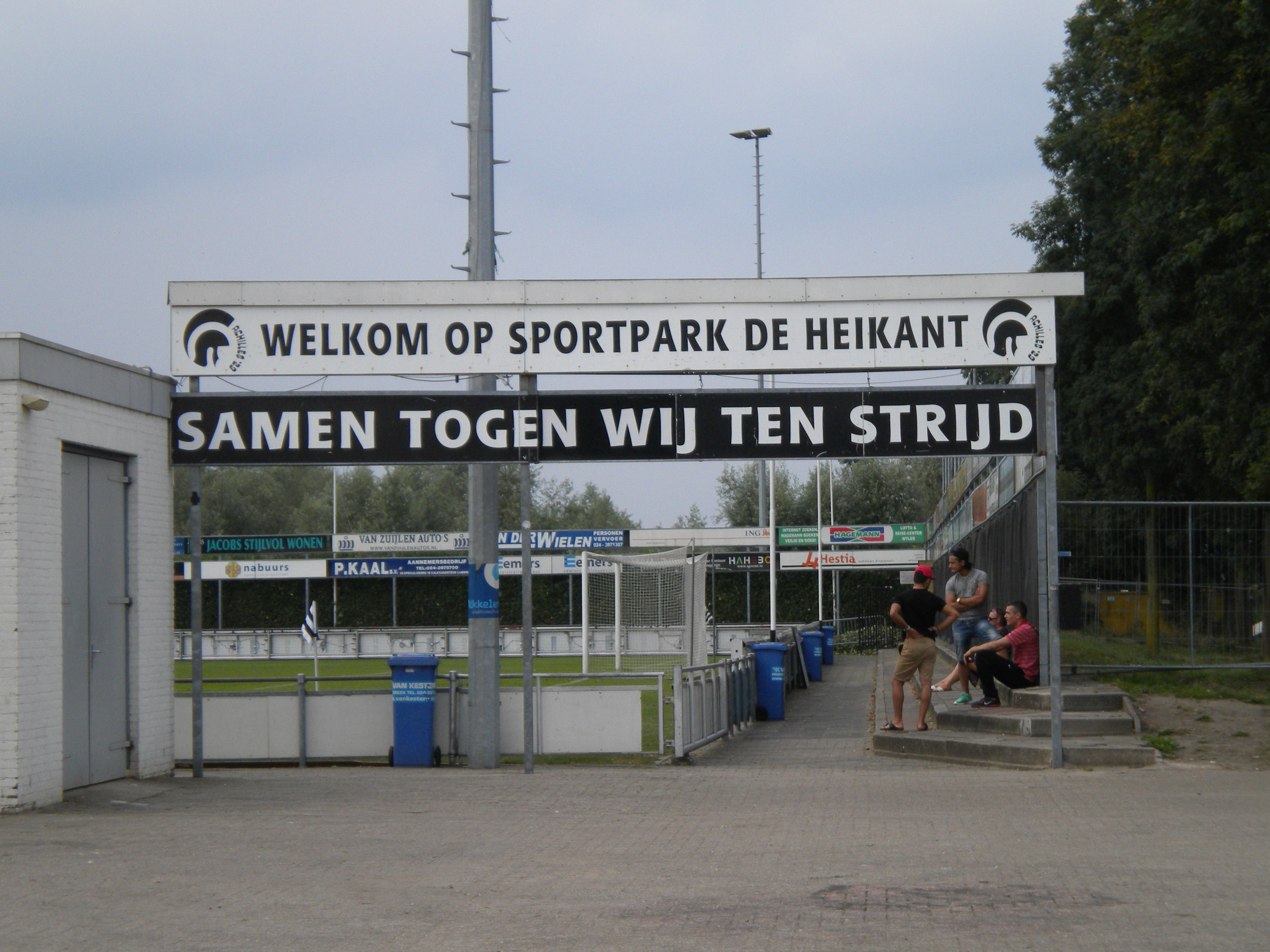
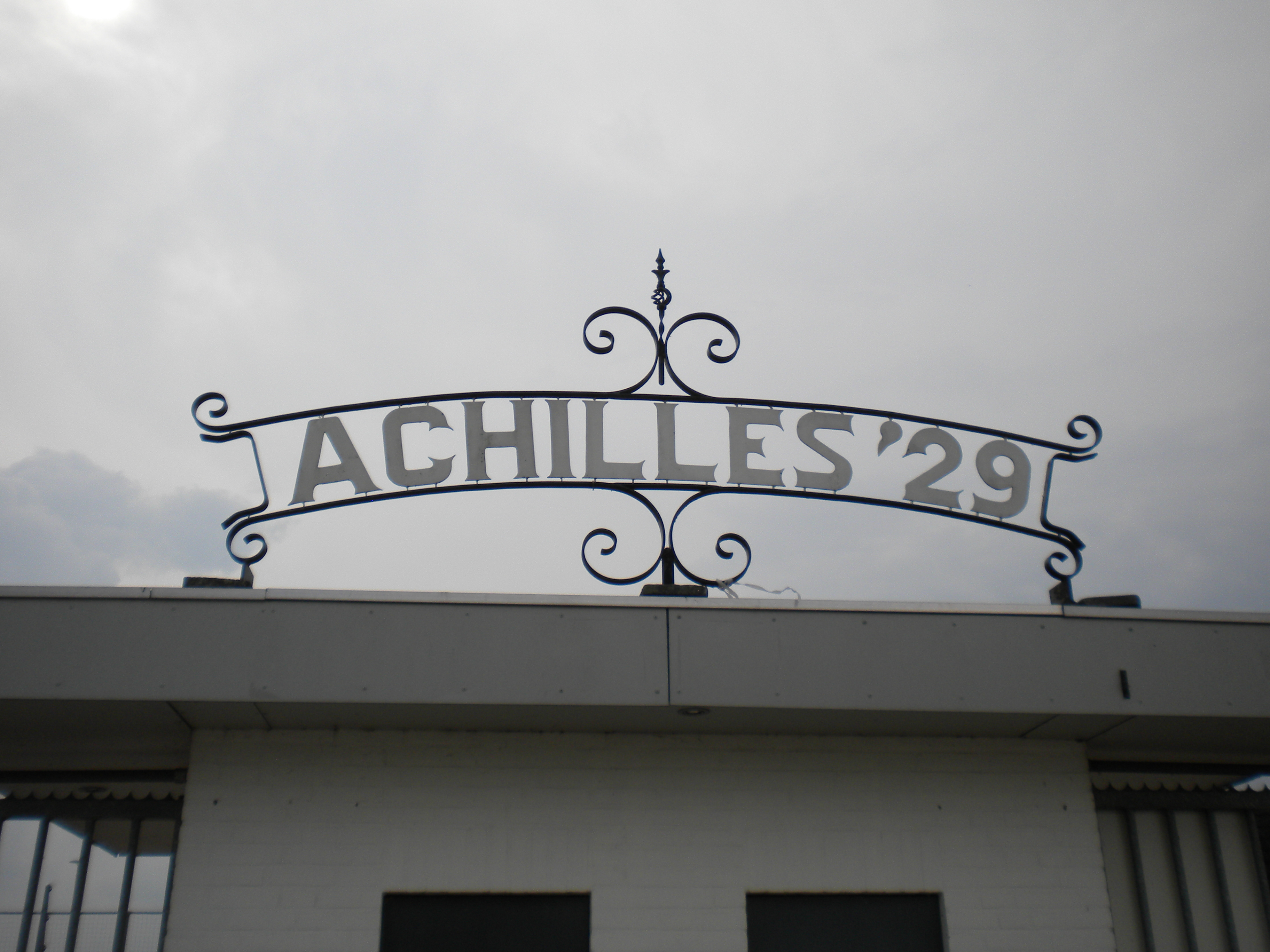